# アメリカ合衆国と日本の間の姉妹都市提携の一覧
米国と日本の間の姉妹都市と州提携の一覧である。
| 米国都市                                                                                                | 日本都市                                         | 締結年月日                                                     |
| --- | ------------------------------------------------ | -------------------------------------------------------------- |
| アイオワ州                                                                                              | 山梨県                                           | 1960年                                                         |
| アイダホフォールズ (アイダホ州)                                                                         | 東海村                                           | 1981年7月3日                                                   |
| アセンズ (テネシー州)                                                                                   | 諫早市                                           | 1986年4月25日                                                  |
| アスペン (コロラド州)                                                                                   | 占冠村                                           | 1991年8月29日                                                  |
| アトランタ (ジョージア州)                                                                               | 福岡市                                           | 1993年7月20日                                                  |
| アナコルテス (ワシントン州)                                                                             | にかほ市                                         | 1990年 (以前は象潟町として)                                    |
| アナーバー (ミシガン州)                                                                                 | 彦根市                                           | 1969年                                                         |
| アナハイム                                                                                              | 水戸市                                           | 1976年12月21日                                                 |
| アノーカ (ミネソタ州)                                                                                   | 白河市                                           | 2002年10月13日                                                 |
| アーバイン (カリフォルニア州)                                                                           | つくば市                                         | 1989年                                                         |
| アッパーダービー (ペンシルベニア州)                                                                     | 本山町                                           | 1966年8月10日                                                  |
| アビリーン (カンザス州)                                                                                 | 小美玉市                                         | 1984年10月3日                                                  |
| アップルトン (ウィスコンシン州)                                                                         | 観音寺市                                         | 1988年1月27日                                                  |
| アマースト (マサチューセッツ州)                                                                         | 金ケ崎町                                         | 1993年                                                         |
| アメリカス (ジョージ州)                                                                                 | 三次市                                           | 1995年5月18日 (以前は甲奴町として)                             |
| アラパホ (ネブラスカ州) ヘイスティングズ (ネブラスカ州)                                                 | 大津町                                           | 1995年7月22日                                                  |
| アーリントン (マサチューセッツ州)                                                                       | 長岡京市                                         | 1984年                                                         |
| アルバカーキ (ニューメキシコ州)                                                                         | 佐世保市                                         | 1966年11月1日                                                  |
| アレンデール (ニュージャージー州)                                                                       | 大町町                                           | 1996年                                                         |
| アンカレッジ (アラスカ州)                                                                               | 千歳市                                           | 1969年4月21日                                                  |
| アンティオック (カリフォルニア州)                                                                       | 秩父市                                           | 1967年9月16日                                                  |
| イーストワナッチー (ワシントン州)                                                                       | 三沢市                                           | 2001年8月23日                                                  |
| インディアナ州                                                                                          | 栃木県                                           | 1999年7月16日                                                  |
| インディペンデンス (ミズーリ州)                                                                         | 東村山市                                         | 1978年                                                         |
| ヴァレーホ (カリフォルニア州)                                                                           | 明石市                                           | 1968年12月9日                                                  |
| ヴァンワート (オハイオ州)                                                                               | 洲本市                                           | (1996年2月14日（以前は五色町）                                 |
| ウィスコンシン州                                                                                        | 千葉県                                           | 1990年5月12日                                                  |
| ウィスコンシンデルズ (ウィスコンシン州)                                                                 | 岩泉町                                           | 1992年                                                         |
| ウィノナ (ミネソタ州)                                                                                   | 美里町 (宮城県)                                  | 2001年9月29日                                                  |
| ウィルソンビル (オレゴン州)                                                                             | 喜多方市                                         | 1988年10月17日                                                 |
| ウィンターセット (アイオワ州) マーシャルタウン (アイオワ州)                                             | 南アルプス市                                     | 1999年11月3日（旧白根町と） 1993年10月20日（旧櫛形町と）       |
| ウェザースフィールド (コネチカット州)                                                                   | 長与町                                           | 1999年                                                         |
| ウエストベンド (ウィスコンシン州)                                                                       | 愛荘町                                           | 1988年8月14日                                                  |
| ウェストラファイエット (インディアナ州) ラファイエット (インディアナ州) ティピカヌー郡 (インディアナ州) | 太田市                                           | 1993年10月7日                                                  |
| ウォキーガン (イリノイ州)                                                                               | 宮崎市                                           | 1992年5月25日 (以前は清武町とで)                               |
| ウォパン (ウィスコンシン州)                                                                             | いすみ市                                         | 1995年8月29日(旧夷隅町と)                                      |
| ウォーレン郡 (ニューヨーク州) グレンズフォールズ (ニューヨーク州)                                       | 佐賀市                                           | 1988年9月23日                                                  |
| エイドリアン (ミシガン州)                                                                               | 守山市                                           | 1989年8月3日                                                   |
| エイボンデール (アリゾナ州)                                                                             | 海津市                                           | 1993年5月12日                                                  |
| エイムズ (アイオワ州)                                                                                   | 甲州市                                           | 1993年9月20日 (旧塩山市と)                                     |
| エスコンディード (カリフォルニア州)                                                                     | 糸島市                                           | 1996年7月2日（旧前原市と）                                     |
| エドモンズ (ワシントン州)                                                                               | 碧南市                                           | 1988年4月5日                                                   |
| エバンズビル (インディアナ州)                                                                           | 栃木市                                           | 1999年7月19日                                                  |
| エベレット (ワシントン州)                                                                               | 岩国市                                           | 1962年8月1日                                                   |
| エリザベス (ニュージャージー州)                                                                         | 北見市                                           | 1969年6月12日                                                  |
| エリザベスタウン (ケンタッキー州)                                                                       | 桑折町                                           | 1992年5月15日                                                  |
| エルドラド郡 (カリフォルニア州)                                                                         | 蕨市                                             | 1975年3月26日                                                  |
| エルバートン (ジョージア州)                                                                             | 高松市                                           | 1982年〜1983年 (以前は牟礼町)                                  |
| エンシニータス (カリフォルニア州)                                                                       | 天草市                                           | 2006年5月29日（以前は本渡市として）                            |
| オーエンズボロ (ケンタッキー州)                                                                         | 日進市                                           | 2007年4月4日                                                   |
| オーガスタ (ジョージア州)                                                                               | 高松市                                           | 1994年                                                         |
| オーガスタ=リッチモンド郡                                                                               | 宝塚市                                           | 1989年4月3日                                                   |
| オクラホマ州                                                                                            | 京都府                                           | 1985年9月20日                                                  |
| オークランド (カリフォルニア州)                                                                         | 福岡市                                           | 1962年10月13日                                                 |
| オークリッジ (テネシー州)                                                                               | 那珂市                                           | 1990年10月29日                                                 |
| オーシャンサイド (カリフォルニア州)                                                                     | 木更津市                                         | 1990年6月29日                                                  |
| オースティン (テキサス州)                                                                               | 大分市                                           | 1990年10月30日                                                 |
| オハイオ州                                                                                              | 埼玉県                                           | 1990年                                                         |
| オーバーン (ワシントン州)                                                                               | 丹波市                                           | 1968年                                                         |
| オマハ (ネブラスカ州)                                                                                   | 静岡市                                           | 1965年4月1日（旧静岡市と）                                     |
| オーランド (フロリダ州)                                                                                 | 浦安市                                           | 1989年10月23日                                                 |
| オリンピア (ワシントン州)                                                                               | 加東市                                           | 1981年4月22日（旧社町と）                                      |
| オレゴン州                                                                                              | 富山県                                           | 1991年10月19日                                                 |
| オレゴンシティ (オレゴン州)                                                                             | 立科町                                           | 1974年                                                         |
| オレンジシティ (アイオワ州)                                                                             | 新発田市                                         | 1995年6月20日                                                  |
| オンタリオ (オレゴン州)                                                                                 | 大阪狭山市                                       | 1974年                                                         |
| カウアイ郡 (ハワイ州)                                                                                   | 石垣市 周防大島町 守山市 いわき市                | 1999年10月6日 1963年3月20日 1964年 2011年9月12日               |
| カーソン (カリフォルニア州)                                                                             | つくば市                                         | 1979年11月19日                                                 |
| ガーデナ (カリフォルニア州)                                                                             | 市川市                                           | 1962年11月6日                                                  |
| カーメル (インディアナ州)                                                                               | 河内長野市                                       | 1994年4月8日                                                   |
| カーボンデール (イリノイ州)                                                                             | 胎内市                                           | 1987年7月 (以前は中条町として)                                 |
| カーマン (カリフォルニア州)                                                                             | 函南町                                           | 1985年10月12日                                                 |
| カラマズー (ミシガン州)                                                                                 | 沼津市                                           | 1963年7月1日                                                   |
| カリフォルニア州                                                                                        | 大阪府                                           | 1994年11月15日                                                 |
| カールスバッド (カリフォルニア州)                                                                       | 富津市                                           | 1988年10月25日                                                 |
| カルバーシティ (カリフォルニア州)                                                                       | 貝塚市                                           | 1965年                                                         |
| ガルベストン (テキサス州)                                                                               | 新潟市                                           | 1965年1月28日                                                  |
| カンザスシティ                                                                                          | 倉敷市                                           | 1972年5月28日                                                  |
| キオカック (アイオワ州)                                                                                 | 甲斐市                                           | 1991年 (旧竜王町山梨県と)                                      |
| キッティタス郡 (ワシントン州)                                                                           | 三田市                                           | 1992年4月6日                                                   |
| キナイペニンシュラ郡 (アラスカ州)                                                                       | 秋田市                                           | 1992年1月22日                                                  |
| ギブソン郡 (インディアナ州) プリンストン (インディアナ州)                                               | 田原市                                           | 2002年8月8日                                                   |
| ギルロイ (カリフォルニア州)                                                                             | 田子町                                           | 1988年4月18日                                                  |
| キャニオンシティ (コロラド州)                                                                           | 河北町                                           | 1993年10月20日                                                 |
| キャマス (ワシントン州)                                                                                 | 多気町 浜松市                                    | 1995年10月27日 1981年9月29日 (以前は細江町として)              |
| キャンビー (オレゴン州)                                                                                 | 岩見沢市                                         | 1989年 (以前は栗沢町とで)                                      |
| グアム準州                                                                                              | 岡山市 柏市                                      | 2010年8月31日 1991年11月30日                                   |
| クーズベイ (オレゴン州)                                                                                 | 銚子市                                           | 1983年2月10日                                                  |
| クパチーノ (カリフォルニア州)                                                                           | 豊川市                                           | 1978年                                                         |
| クラリンダ (アイオワ州)                                                                                 | 玉名市                                           | 1996年4月3日                                                   |
| グランドビュー (ミズーリ州)                                                                             | 高崎市                                           | 1991年3月19日 (旧榛名町と)                                     |
| グランドフォークス (ノースダコタ州)                                                                     | 鹿沼市                                           | 1998年 (旧粟野町と)                                            |
| グランドラピッズ (ミシガン州)                                                                           | 近江八幡市                                       | 1986年8月                                                      |
| クリアウォーター (フロリダ州)                                                                           | 長野市                                           | 1959年3月                                                      |
| グリーリー (コロラド州)                                                                                 | 守谷市                                           | 1990年11月                                                     |
| クリントン郡区 (ミシガン州マコーム郡)                                                                   | 野洲市                                           | 1993年8月2日                                                   |
| グリーンフィールド (インディアナ州)                                                                     | 角田市                                           | 1990年9月12日                                                  |
| グレシャム (オレゴン州)                                                                                 | 江別市                                           | 1977年5月20日                                                  |
| グレンデール (カリフォルニア州)                                                                         | 東大阪市                                         | 1960年9月23日                                                  |
| グレンドーラ (カリフォルニア州)                                                                         | 真岡市                                           | 1988年10月1日                                                  |
| グロスター (マサチューセッツ州)                                                                         | 玉野市                                           | 2004年                                                         |
| ケチカン                                                                                                | 下呂市                                           | 2005年6月15日                                                  |
| ケルソー (ワシントン州)                                                                                 | 牧之原市                                         | 2015年10月10日                                                 |
| ケント (ワシントン州)                                                                                   | 丹波市                                           | 1971年（旧柏原町と）                                           |
| ケンブリッジ (マサチューセッツ州)                                                                       | つくば市                                         | 1984年                                                         |
| ケンブリッジ (ミネソタ州) ブラハム (ミネソタ州)                                                         | 湯浅町                                           | 1986年3月15日                                                  |
| コーニング (ニューヨーク州)                                                                             | 掛川市                                           | 1990年4月7日                                                   |
| コーパスクリスティ (テキサス州)                                                                         | 横須賀市                                         | 1962年10月18日                                                 |
| コロラドスプリングス (コロラド州)                                                                       | 富士吉田市                                       | 1962年3月16日                                                  |
| コロナ (カリフォルニア州)                                                                               | 江津市                                           | 2004年8月26日                                                  |
| コロンビア (ミズーリ州)                                                                                 | 白山市                                           | 1988年3月7日                                                   |
| コロンバス (インディアナ州)                                                                             | 三次市                                           | 1995年2月16日                                                  |
| コロンバス (ジョージア州)                                                                               | 桐生市                                           | 1977年6月16日                                                  |
| コンコード (カリフォルニア州)                                                                           | 北上市                                           | 1974年10月25日                                                 |
| コンコード (マサチューセッツ州)                                                                         | 七飯町                                           | 1997年                                                         |
| サイパン島 (北マリアナ諸島)                                                                             | 登別市                                           | 2006年11月                                                     |
| サウサリート                                                                                            | 坂出市                                           | 1988年2月2日                                                   |
| サウスサンフランシスコ (カリフォルニア州)                                                               | 岸和田市                                         | 1992年10月30日                                                 |
| サウスレイク (テキサス州)                                                                               | 登米市                                           | 1981年8月18日                                                  |
| サギノー (ミシガン州)                                                                                   | 徳島市                                           | 1961年12月23日                                                 |
| サクラメント (カリフォルニア州)                                                                         | 松山市                                           | 1981年8月18日                                                  |
| ザ・ダルズ (オレゴン州)                                                                                 | 三好市                                           | 2003年 (旧池田町と)                                            |
| サニーベール (カリフォルニア州)                                                                         | 飯塚市                                           | 2016年12月1日                                                  |
| サラトガ (カリフォルニア州)                                                                             | 向日市                                           | 1984年11月16日                                                 |
| サリナス (カリフォルニア州)                                                                             | いちき串木野市                                   | 1979年6月11日                                                  |
| サンアントニオ                                                                                          | 熊本市                                           | 1987年12月28日                                                 |
| サンカルロス (カリフォルニア州)                                                                         | 大村市                                           | 2012年7月20日                                                  |
| サンタクララ (カリフォルニア州)                                                                         | 出雲市                                           | 1986年10月11日                                                 |
| サンタクルーズ (カリフォルニア州)                                                                       | 新宮市                                           | 1974年                                                         |
| サンタバーバラ (カリフォルニア州)                                                                       | 鳥羽市                                           | 1966年                                                         |
| サンタフェ (ニューメキシコ州)                                                                           | 津山市                                           | 1999年10月30日                                                 |
| サンタモニカ                                                                                            | 富士宮市                                         | 1975年7月21日                                                  |
| サンディエゴ                                                                                            | 横浜市                                           | 1957年10月29日                                                 |
| サンノゼ                                                                                                | 岡山市                                           | 1957年5月26日                                                  |
| サンバーナーディーノ (カリフォルニア州)                                                                 | 立川市                                           | 1959年12月23日                                                 |
| サンフランシスコ                                                                                        | 大阪市                                           | 1957年10月7日                                                  |
| サンブルーノ                                                                                            | 成田市                                           | 1990年10月6日                                                  |
| サンマテオ (カリフォルニア州)                                                                           | 豊中市                                           | 1963年10月8日                                                  |
| シアトル                                                                                                | 神戸市                                           | 1957年10月21日                                                 |
| シーサイド (オレゴン州)                                                                                 | 積丹町                                           | 1966年5月17日                                                  |
| シェヘリス (ワシントン州)                                                                               | 浜松市                                           | 1990年10月22日                                                 |
| シェラン (ワシントン州)                                                                                 | 加東市                                           | 1996年11月15日（以前は搭乗町として）                           |
| シェルビービル (イリノイ州)                                                                             | 大桑村                                           | 1997年8月6日                                                   |
| シェルビービル (インディアナ州)                                                                         | 大分市                                           | 1989年11月3日                                                  |
| シカゴ                                                                                                  | 大阪市                                           | 1973年 (パートナーシティ)                                      |
| シトカ (アラスカ州)                                                                                     | 根室市                                           | 1975年12月19日                                                 |
| シボイガン (ウィスコンシン州)                                                                           | 燕市                                             | 1996年1月11日 (旧吉田町として)                                 |
| シャンバーグ (イリノイ州)                                                                               | 滑川市                                           | 1997年7月4日                                                   |
| ジョージタウン (ケンタッキー州)                                                                         | 田原市                                           | 1990年4月20日                                                  |
| ジョージア州                                                                                            | 鹿児島県                                         | 1966年11月28日                                                 |
| ショーニー (オクラホマ州)                                                                               | にかほ市                                         | 1990年 (以前は象潟町として)                                    |
| シンシナティ                                                                                            | 岐阜市                                           | 1988年5月11日                                                  |
| スクイム (ワシントン州)                                                                                 | 宍粟市                                           | 1993年6月5日（旧山崎町と）                                     |
| スコッツバレー (カリフォルニア州)                                                                       | 日南町                                           | 1989年8月27日                                                  |
| スーシティ (アイオワ州)                                                                                 | 山梨市                                           | 2003年11月6日                                                  |
| スーセントマリー (ミシガン州)                                                                           | 竜王町                                           | 1974年9月9日                                                   |
| スティルウォーター (オクラホマ州)                                                                       | 亀岡市                                           | 1985年11月3日                                                  |
| ストックトン (カリフォルニア州)                                                                         | 大分市                                           | 1959年10月16日                                                 |
| スペリオル (ウィスコンシン州)                                                                           | 阿見町                                           | 1997年                                                         |
| スプリングフィールド (イリノイ州)                                                                       | 足利市                                           | 1990年10月10日                                                 |
| スプリングフィールド (マサチューセッツ州)                                                               | 滝川市                                           | 1993年8月7日                                                   |
| スプリングフィールド (ミズーリ州)                                                                       | 伊勢崎市                                         | 1986年                                                         |
| スポケーン (ワシントン州)                                                                               | 西宮市                                           | 1961年9月                                                      |
| スマーナ (テネシー州)                                                                                   | 座間市                                           | 1991年3月                                                      |
| スワード (アラスカ州)                                                                                   | 帯広市                                           | 1968年3月27日                                                  |
| セーラム (オレゴン州)                                                                                   | 川越市                                           | 1986年8月1日                                                   |
| セーラム (マサチューセッツ州)                                                                           | 大田区                                           | 1991年11月18日                                                 |
| セバストポール (カリフォルニア州)                                                                       | 武雄市                                           | 1985年（旧山内町と）                                           |
| セライナ (オハイオ州)                                                                                   | 南あわじ市                                       | 1996年4月13日 (以前は南談町とで)                               |
| セントクラウド (ミネソタ州)                                                                             | 秋田市                                           | 1993年 (旧雄和町と)                                            |
| セントジェームズ (ミズーリ州)                                                                           | 新発田市                                         | 1998年12月10日                                                 |
| セントピーターズバーグ (フロリダ州)                                                                     | 高松市                                           | 1961年10月5日                                                  |
| セントメアリーズ (オハイオ州)                                                                           | 淡路市                                           | 2006年8月3日                                                   |
| セントポール (ミネソタ州)                                                                               | 長崎市                                           | 1955年 (最古の日系米国人の姉妹都市関係)                        |
| セントルイス                                                                                            | 諏訪市                                           | 1974年9月23日                                                  |
| ソルトレイクシティ                                                                                      | 松本市                                           | 1958年                                                         |
| タイラー (テキサス州)                                                                                   | 八千代市                                         | 1992年5月16日                                                  |
| タックウィラ (ワシントン州)                                                                             | 三好市                                           | 1979年 (旧井川町と)                                            |
| タコマ (ワシントン州)                                                                                   | 北九州市                                         | 1959年6月8日 (旧小倉市と)                                      |
| タスカルーサ (アラバマ州)                                                                               | 習志野市                                         | 1986年4月26日                                                  |
| ダブリン (ジョージア州)                                                                                 | 三本木市                                         | 1998年5月29日                                                  |
| ダーラム (ノースカロライナ州)                                                                           | 富山市                                           | 1989年6月13日                                                  |
| ダラス                                                                                                  | 仙台市                                           | 1997年8月29日                                                  |
| タルサ (オクラホマ州)                                                                                   | 宇都宮市                                         | 1992年7月10日                                                  |
| ダルース (ミネソタ州)                                                                                   | いすみ市                                         | 1990年10月3日 (旧大原町と)                                     |
| ダンディ (ミシガン州)                                                                                   | 燕市                                             | 1994年5月24日                                                  |
| チェンバーズバーグ (ペンシルベニア州)                                                                   | 御殿場市                                         | 1960年8月22日                                                  |
| チェルシー (ミシガン州)                                                                                 | 清水町 (北海道)                                  | 1993年                                                         |
| チュラビスタ (カリフォルニア州)                                                                         | 小田原市                                         | 1981年11月8日                                                  |
| ディケーター (イリノイ州)                                                                               | 所沢市                                           | 1966年5月6日                                                   |
| デイトン (オハイオ州)                                                                                   | 大磯町                                           | 1968年9月19日                                                  |
| デウィット (ミシガン州)                                                                                 | 甲賀市                                           | 1994年4月28日                                                  |
| テキサス州                                                                                              | 愛知県                                           | 2016年4月22日                                                  |
| デトロイト                                                                                              | 豊田市                                           | 1960年9月21日                                                  |
| デービス (カリフォルニア州)                                                                             | 犬山市                                           | 1989年                                                         |
| テメキュラ (カリフォルニア州)                                                                           | 大山町                                           | 1994年5月13日                                                  |
| デモイン (アイオワ州)                                                                                   | 甲府市                                           | 1958年8月16日                                                  |
| デラウェア州                                                                                            | 宮城県                                           | 1997年9月10日                                                  |
| デラウェア (オハイオ州)                                                                                 | 酒田市                                           | 2017年4月19日                                                  |
| デルレイビーチ                                                                                          | 宮津市                                           | 1977年                                                         |
| デラノ (カリフォルニア州)                                                                               | 有田市                                           | 1965年8月26日                                                  |
| テレホート (インディアナ州)                                                                             | 多治見市                                         | 1962年                                                         |
| デンバー                                                                                                | 高山市                                           | 1960年                                                         |
| ドーサン (アラバマ州)                                                                                   | 坂戸市                                           | 1988年3月26日                                                  |
| ドーバー (デラウェア州)                                                                                 | 岩沼市                                           | 2003年11月                                                     |
| トラバースシティ (ミシガン州)                                                                           | 甲賀市                                           | 1970年5月20日 (旧土山町として)                                 |
| トーランス (カリフォルニア州)                                                                           | 柏市                                             | 1973年2月20日                                                  |
| トレイシー (カリフォルニア州)                                                                           | 芽室町                                           | 1989年8月5日                                                   |
| トレド (オハイオ州)                                                                                     | 豊橋市                                           | 2000年4月                                                      |
| トロイ (オハイオ州)                                                                                     | 高梁市                                           | 1990年                                                         |
| ナカドーチェス (テキサス州)                                                                             | 奄美市                                           | 1995年4月26日（旧名瀬市として）                                |
| ナパ (カリフォルニア州)                                                                                 | 岩沼市                                           | 1973年2月15日                                                  |
| ニューオーリンズ                                                                                        | 松江市                                           | 1990年を始め、正式契約は1994年に署名した                       |
| ニューキャッスル (ペンシルベニア州)                                                                     | 新城市                                           | 1998年11月12日                                                 |
| ニューバーグ (オレゴン州)                                                                               | 朝来市                                           | 2000年7月30日                                                  |
| ニューパルズ (ニューヨーク州)                                                                           | 新見市                                           | 1998年10月9日                                                  |
| ニューブランズウィック (ニュージャージー州)                                                             | 鶴岡市 福井市                                    | 1960年6月10日 1982年5月                                        |
| ニューブリテン (コネチカット州)                                                                         | 厚木市                                           | 1983年5月31日                                                  |
| ニューベッドフォード (マサチューセッツ州) フェアヘイブン (マサチューセッツ州)                           | 土佐清水市                                       | 1987年                                                         |
| ニューポート (オレゴン州)                                                                               | 紋別市                                           | 1966年4月8日                                                   |
| ニューポート (ロードアイランド州)                                                                       | 下田市                                           | 1958年5月17日                                                  |
| ニューポートニューズ                                                                                    | 寝屋川市                                         | 1982年                                                         |
| ニューポートビーチ (カリフォルニア州)                                                                   | 岡崎市                                           | 1984年11月                                                     |
| ニューヨーク市                                                                                          | 東京                                             | 1960年                                                         |
| ノックスビル (テネシー州)                                                                               | 室蘭市                                           | 1991年                                                         |
| ノバイ (ミシガン州)                                                                                     | 大鰐町                                           | 1991年12月20日                                                 |
| ノーフォーク (バージニア州)                                                                             | 北九州市                                         | 1959年7月14日 (旧門司市と)                                     |
| ノーマン (オクラホマ州)                                                                                 | 精華町                                           | 2005年9月1日                                                   |
| バイセイリア (カリフォルニア州)                                                                         | 三木市                                           | 1966年5月18日                                                  |
| ハーキュリーズ (カリフォルニア州)                                                                       | 津島市                                           | 1981年11月5日                                                  |
| バークレー (カリフォルニア州)                                                                           | 堺市                                             | 1967年11月3日                                                  |
| パサデナ (カリフォルニア州)                                                                             | 秦野市                                           | 1964年9月29日                                                  |
| パサデナ (テキサス州)                                                                                   | 秦野市                                           | 1964年9月29日                                                  |
| バージニアビーチ                                                                                        | 宮崎市                                           | 1992年5月25日                                                  |
| バス (メイン州)                                                                                         | つがる市                                         | 2006年7月6日                                                   |
| バトルクリーク (ミシガン州)                                                                             | 高崎市                                           | 1981年7月1日                                                   |
| ハノーバー (ニューハンプシャー州)                                                                       | 二本松市                                         | 1999年7月30日                                                  |
| バーバンク (カリフォルニア州)                                                                           | 太田市                                           | 1984年2月14日                                                  |
| バッファロー (ニューヨーク州)                                                                           | 金沢市                                           | 1962年12月18日                                                 |
| ハーフムーンベイ (カリフォルニア州)                                                                     | 刈羽村                                           | 1995年10月13日                                                 |
| パーマー (アラスカ州)                                                                                   | 佐呂間町                                         | 1980年10月28日                                                 |
| バーミングハム (アラバマ州)                                                                             | 日立市 前橋市                                    | 1983年 1998年                                                  |
| バーミングハム (ミシガン州)                                                                             | 栗東市                                           | 1976年                                                         |
| パームスプリングス (カリフォルニア州)                                                                   | 日光市                                           | 1969年7月30日                                                  |
| バーリントン (バーモント州)                                                                             | 西宮市                                           | 1991年                                                         |
| パロアルト (カリフォルニア州)                                                                           | 土浦市                                           | 2009年                                                         |
| ハワイ郡 (ハワイ島)                                                                                     | 伊豆大島 渋川市 洲本市 名護市 湯梨浜町<久米島町> | 1962年 1997年 2000年 1986年 1996年 2011年                      |
| ハワイ州                                                                                                | 愛媛県 沖縄県 福岡県 広島県 北海道               | 2003年 1985年 1981年 1997年 2017年                             |
| バンクーバー (ワシントン州)                                                                             | 城陽市                                           | 1995年10月30日                                                 |
| ハンツビル (テキサス州)                                                                                 | みなかみ町                                       | 1991年4月18日（旧新治村と）                                    |
| ハンティントンビーチ (カリフォルニア州)                                                                 | 安城市                                           | 1982年7月4日                                                   |
| ハンフォード (カリフォルニア州)                                                                         | せたな町                                         | 1991年8月11日                                                  |
| ピッツバーグ (カリフォルニア州)                                                                         | 下関市                                           | 1998年                                                         |
| ピッツバーグ (ペンシルバニア州)                                                                         | さいたま市                                       | 1998年5月5日                                                   |
| ビーバートン (オレゴン州)                                                                               | 御殿場市                                         | 1987年10月22日                                                 |
| ヒューストン                                                                                            | 千葉市                                           | 1972年10月24日                                                 |
| ヒルズボロ (オレゴン州)                                                                                 | 袋井市                                           | 1988年11月3日                                                  |
| ヒロ (ハワイ島)                                                                                         | 名護市                                           | 1986年6月13日                                                  |
| ファーンデール (ワシントン州)                                                                           | 南房総市                                         | 1991年10月18日（以前は三芳町として）                           |
| フィラデルフィア                                                                                        | 神戸市                                           | 1986年 (友好協力都市)                                          |
| フェアバンクス (アラスカ州)                                                                             | 紋別市                                           | 1991年2月8日                                                   |
| フェアフィールド (カリフォルニア州)                                                                     | 韮崎市                                           | 1971年10月28日                                                 |
| フェデラルウェイ (ワシントン州)                                                                         | 八戸市                                           | 1993年8月1日                                                   |
| フェニックス (アリゾナ州)                                                                               | 姫路市                                           | 1976年11月3日                                                  |
| フォートウェイン                                                                                        | 高岡市                                           | 1977年4月8日                                                   |
| フォートブラッグ (カリフォルニア州)                                                                     | 大槌町                                           | 2005年10月15日                                                 |
| フォートワース (テキサス州)                                                                             | 長岡市                                           | 1987年11月9日                                                  |
| フォレストグローブ (オレゴン州)                                                                         | 入善町                                           | 1989年5月12日                                                  |
| フッドリバー (オレゴン州)                                                                               | 鶴田町                                           | 1977年7月27日                                                  |
| フラトン (カリフォルニア州)                                                                             | 福井市                                           | 1989年11月                                                     |
| フランクリン (インディアナ州)                                                                           | 久慈市                                           | 1960年10月                                                     |
| プリマス (マサチューセッツ州)                                                                           | 七ヶ浜町                                         | 1990年10月3日                                                  |
| フリーモント (ミシガン州)                                                                               | 矢巾町                                           | 1995年7月22日                                                  |
| フリーモント (カリフォルニア州)                                                                         | 深谷市                                           | 1980年1月26日                                                  |
| ブリュースター (ワシントン州)                                                                           | 高萩市                                           | 1990年10月22日 (以前は引佐町として)                            |
| ブルーミントン (イリノイ州) ノーマル (イリノイ州)                                                       | 旭川市                                           | 1962年10月11日 1987年7月7日                                    |
| ブルーミントン (ミネソタ州)                                                                             | 和泉市                                           | 1993年4月24日                                                  |
| ブルームフィールド (コロラド州)                                                                         | 上田市                                           | 2001年 (旧丸子町として)                                        |
| プルマン (ワシントン州)                                                                                 | 加西市                                           | 1989年11月                                                     |
| ブレア (カリフォルニア州)                                                                               | 飯能市                                           | 1981年1月5日                                                   |
| フレズノ (カリフォルニア州)                                                                             | 高知市                                           | 1965年2月11日                                                  |
| ブレマートン (ワシントン州)                                                                             | 呉市                                             | 1970年8月20日                                                  |
| フローレンス (オレゴン州)                                                                               | 山県市                                           | 2005年8月22日                                                  |
| フロリダ州                                                                                              | 和歌山県                                         | 1995年10月4日                                                  |
| ヘイワード (カリフォルニア州)                                                                           | 船橋市                                           | 1986年11月7日                                                  |
| ベーカーズフィールド (カリフォルニア州)                                                                 | 和歌山市                                         | 1961年7月14日                                                  |
| ベスレヘム (ペンシルベニア州)                                                                           | 富田林市                                         | 1964年                                                         |
| ペトスキー (ミシガン州)                                                                                 | 高島市                                           | 1976年 (マキノ町として)                                        |
| ヘメット (カリフォルニア州)                                                                             | 串本町 丸森町                                    | 1989年                                                         |
| ベリンハム (ワシントン州)                                                                               | 館山市                                           | 1958年7月11日                                                  |
| ベルトン (テキサス州)                                                                                   | えびの市                                         | 1994年4月21日                                                  |
| ベルビュー (ワシントン州)                                                                               | 八尾市                                           | 1969年11月17日                                                 |
| ベルファウンテン (オハイオ州)                                                                           | 鈴鹿市                                           | 1991年8月7日                                                   |
| ベレイア (ケンタッキー州)                                                                               | 清里町                                           | 1988年                                                         |
| ペンサコーラ (フロリダ州)                                                                               | 下呂市                                           | 1998年（旧萩原町と）                                           |
| ヘンダーソンヴィル (テネシー州)                                                                         | 都留市                                           | 1983年                                                         |
| ベンド (オレゴン州)                                                                                     | 豊田市                                           | 1997年（旧藤岡町と）                                           |
| ペンドルトン (オレゴン州)                                                                               | 南相馬市                                         | 1998年10月25日（以前は原町市として）                           |
| ポカテッロ (アイダホ州)                                                                                 | 岩見沢市                                         | 1985年                                                         |
| ホースヘッズ (ニューヨーク州)                                                                           | 那珂川町                                         | 1990年（旧馬頭町と）                                           |
| ポータービル (カリフォルニア州)                                                                         | 浜松市                                           | 1981年10月2日 (以前は三ケ日町として)                           |
| ポーツマス (ニューハンプシャー州)                                                                       | 日南市                                           | 1985年9月5日 (旧北郷町と)                                      |
| ポートエンジェルス (ワシントン州)                                                                       | むつ市                                           | 1995年8月14日                                                  |
| ポートタウンゼンド (ワシントン州)                                                                       | 市川町                                           | 2002年10月24日                                                 |
| ポートランド (オレゴン州)                                                                               | 札幌市                                           | 1959年11月17日                                                 |
| ポートランド (メイン州)                                                                                 | 品川区                                           | 1984年9月9日                                                   |
| ホーマー (アラスカ州)                                                                                   | 天塩町                                           | 1984年4月                                                      |
| ボーモント (テキサス州)                                                                                 | 別府市                                           | 1985年5月20日                                                  |
| ボーリンググリーン (ケンタッキー州)                                                                     | 川西市                                           | 1992年10月                                                     |
| ボストン                                                                                                | 京都市                                           | 1959年6月24日                                                  |
| ホットスプリングス (アーカンソー州)                                                                     | 花巻市                                           | 1993年1月15日                                                  |
| ホノルル                                                                                                | 宇和島市 那覇市 広島市                           | 2004年 1961年1月10日 1959年                                    |
| ホリスター (カリフォルニア州)                                                                           | 川西市                                           | 1989年〜2006年3月20日 (加東市内へ滝野町の合併)                 |
| ボルチモア (メリーランド州)                                                                             | 川崎市                                           | 1979年6月14日                                                  |
| ボルダー (コロラド州)                                                                                   | 山形市                                           | 1994年4月22日                                                  |
| ポンティアック (ミシガン州)                                                                             | 草津市                                           | 1978年                                                         |
| マイアミ                                                                                                | 鹿児島市                                         | 1990年11月1日                                                  |
| マイアミビーチ                                                                                          | 藤沢市                                           | 1959年3月5日                                                   |
| マディソン (ウィスコンシン州)                                                                           | 帯広市                                           | 2006年10月25日                                                 |
| マニトワック (ウィスコンシン州)                                                                         | 鴨川市                                           | 1993年11月8日                                                  |
| マウイ郡 (ハワイ州)                                                                                     | 洲本市 八丈島 宮古島市                           | 2000年11月21日 1994年 1965年6月24日                            |
| マウンテンビュー (ケンタッキー州)                                                                       | 磐田市                                           | 1976年6月4日                                                   |
| マウントバーノン (ワシントン州)                                                                         | 松茂町                                           | 2001年8月23日                                                  |
| マウントプレザント (ミシガン州)                                                                         | 岡谷市                                           | 1965年6月                                                      |
| マーケット (ミシガン州)                                                                                 | 東近江市                                         | 1979年8月13日 (旧八日市市として)                               |
| マグナ (ユタ州)                                                                                         | 湯沢町                                           | 2012年7月7日                                                   |
| マクミンビル (テネシー州)                                                                               | 三川町                                           | 1994年8月2日                                                   |
| マサチューセッツ州                                                                                      | 北海道                                           | 1990年2月7日                                                   |
| マーシャル (ミネソタ州)                                                                                 | 甲賀市                                           | 1984年8月20日                                                  |
| マスカティン (アイオワ州)                                                                               | 市川三郷町                                       | (1990年8月7日（旧市川大門町として）                            |
| マスキーゴン郡 (ミシガン州) マスキーゴン市 ノースマスキーゴン市                                         | 大牟田市                                         | 1994年10月25日 1995年                                          |
| マディソン郡 (ケンタッキー州)                                                                           | 北杜市                                           | 1990年5月12日 (高根、長坂、大泉村、小淵沢とのかつての自治体と) |
| マドラス (オレゴン州)                                                                                   | 東御市                                           | 2005年6月24日                                                  |
| マルボロ (ニュージャージー州)                                                                           | 南砺市                                           | 2003年5月14日                                                  |
| マールボロ (マサチューセッツ州)                                                                         | あきる野市                                       | 1998年11月3日                                                  |
| マンスフィールド (オハイオ州)                                                                           | 田村市                                           | 2000年10月21日                                                 |
| ミシャワカ (インディアナ州)                                                                             | 塩尻市                                           | 1972年6月5日                                                   |
| ミズーリ州                                                                                              | 長野県                                           | 1965年4月1日                                                   |
| ミッドランド (ミシガン州)                                                                               | 半田市                                           | 1981年6月5日                                                   |
| ミドルタウン (オハイオ州)                                                                               | 大崎市                                           | 1991年 (以前は古川市として)                                    |
| ミネアポリス                                                                                            | 茨木市                                           | 1980年10月22日                                                 |
| マイラン (オハイオ州)                                                                                   | 八幡市                                           | 1986年8月12日                                                  |
| ミルピタス (カリフォルニア州)                                                                           | つくば市                                         | 1996年                                                         |
| メイコン (ジョージア州)                                                                                 | 黒部市                                           | 1998年5月29日                                                  |
| メドフォード (マサチューセッツ州)                                                                       | 延岡市                                           | 1980年8月                                                      |
| メナシャ (ウィスコンシン州)                                                                             | 前橋市                                           | 2002年8月6日 (友好都市)                                        |
| メノミニー (ウィスコンシン州)                                                                           | 那須烏山市                                       | 1991年5月23日 (以前は南那須町として)                           |
| メリーランド州                                                                                          | 神奈川県                                         | 1977年5月10日                                                  |
| メンドシーノ (カリフォルニア州)                                                                         | 大町市                                           | 1980年5月31日（旧美麻村と）                                    |
| モーガンタウン (ケンタッキー州)                                                                         | 七尾市                                           | 1992年 (旧田鶴浜町と)                                          |
| モーガンヒル (カリフォルニア州)                                                                         | 瑞穂町                                           | 2006年8月7日                                                   |
| モービル (アラバマ州)                                                                                   | 市原市                                           | 1993年11月10日                                                 |
| モーゼスレイク (ワシントン州)                                                                           | 米沢市                                           | 1981年5月1日                                                   |
| モデスト (カリフォルニア州)                                                                             | 久留米市                                         | 1992年4月15日                                                  |
| モンタナ州                                                                                              | 熊本県                                           | 1982年7月22日                                                  |
| モンテヴァッロ (アラバマ州)                                                                             | 越前市                                           | 2008年10月3日                                                  |
| モンテベロ (カリフォルニア州)                                                                           | 芦屋市                                           | 1961年5月24日                                                  |
| モントレー (カリフォルニア州)                                                                           | 七尾市                                           | 1995年12月5日                                                  |
| モントレーパーク (カリフォルニア州)                                                                     | 那智勝浦町                                       | 1968年                                                         |
| モンロー (ミシガン州)                                                                                   | 防府市                                           | 1993年5月29日                                                  |
| ヤキマ (ワシントン州)                                                                                   | 板柳町                                           | 1972年2月3日                                                   |
| ユージーン (オレゴン州)                                                                                 | 掛川市                                           | 1979年4月                                                      |
| ユークリッド (オハイオ州)                                                                               | 楢葉町                                           | 1993年5月                                                      |
| ユバシティ                                                                                              | 取手市                                           | 1987年                                                         |
| ユーリカ (カリフォルニア州)                                                                             | 神栖市                                           | 1991年                                                         |
| ラーゴ (フロリダ州)                                                                                     | 香美市                                           | 1969年7月11日（旧土佐山田町と）                                |
| ライスレイク (ウィスコンシン州)                                                                         | 三春町                                           | 1987年8月21日                                                  |
| ライマ (オハイオ州)                                                                                     | 播磨町                                           | 1999年3月16日                                                  |
| ラグレンジ                                                                                              | 阿蘇市                                           | 1998年5月29日                                                  |
| ラシーン                                                                                                | 大磯町                                           | 1982年7月1日                                                   |
| ラトランド (バーモント州)                                                                               | 花巻市                                           | 1986年10月8日 (石鳥谷町の旧市町村)                             |
| ラピッドシティ (サウスダコタ州)                                                                         | 日光市                                           | 1993年2月7日                                                   |
| ラボック (テキサス州)                                                                                   | 武蔵野市                                         | 1983年                                                         |
| ラミラダ (カリフォルニア州)                                                                             | 伊勢原市                                         | 1981年9月21日                                                  |
| ランカスター (ペンシルベニア州)                                                                         | 佐野市                                           | 1994年10月1日                                                  |
| ランシング (ミシガン州)                                                                                 | 大津市                                           | 1969年10月1日                                                  |
| ランチョパロスベルデス                                                                                  | さくら市                                         | 2020年8月5日                                                   |
| リーズ・サミット (ミズーリ州)                                                                           | 会津若松市                                       | 2002年11月21日                                                 |
| リードリー (カリフォルニア州)                                                                           | 東御市                                           | 1996年9月20日                                                  |
| リオビスタ (カリフォルニア州)                                                                           | 飛島村                                           | 2007年4月6日                                                   |
| リッチモンド (インディアナ州)                                                                           | 雲南市                                           | (不明、以前は大東町として)                                     |
| リッチモンド (カリフォルニア州)                                                                         | 島田市                                           | 1961年12月                                                     |
| リッチモンド (バージニア州)                                                                             | さいたま市                                       | 1994年6月16日                                                  |
| リバーサイド (カリフォルニア州)                                                                         | 仙台市                                           |                                                                |
| リバモア (カリフォルニア州)                                                                             | 四街道市                                         | 1977年4月19日                                                  |
| リビア (マサチューセッツ州)                                                                             | 伊達市 (福島県)                                  | 2016年8月2日                                                   |
| リビングストン (カリフォルニア州)                                                                       | 男鹿市                                           | 1994年8月18日 (以前は若美町として)                             |
| リ・マース (アイオワ州)                                                                                 | 北杜市                                           | 1993年7月3日 (前者須玉町と)                                    |
| リンジー (カリフォルニア州)                                                                             | 小野市                                           | 1973年2月17日                                                  |
| レイクウッド (ワシントン州)                                                                             | 沖縄市                                           | 2001年8月23日                                                  |
| レイクオスウィーゴ (オレゴン州)                                                                         | 吉川市                                           | 1996年5月26日                                                  |
| レイクランド (フロリダ州)                                                                               | 今治市                                           | 1995年7月6日                                                   |
| レキシントン (ケンタッキー州)                                                                           | 新ひだか町                                       | 1988年 (旧静内町と)                                            |
| レッドウィング (ミネソタ州)                                                                             | 伊方町                                           | 1995年8月                                                      |
| レッドランズ (カリフォルニア州)                                                                         | 日野市                                           | 1963年7月15日                                                  |
| レドンドビーチ (カリフォルニア州)                                                                       | 糸満市                                           | 2013年3月27日                                                  |
| レブンワース (カンザス州)                                                                               | 近江八幡市                                       | 1997年2月                                                      |
| レントン (ワシントン州)                                                                                 | 西脇市                                           | 1969年7月11日                                                  |
| ロタ島 (北マリアナ諸島)                                                                                 | 可児市                                           | 1995年8月20日                                                  |
| ローダイ (カリフォルニア州)                                                                             | 甲府市                                           | 1961年4月11日                                                  |
| ロチェスター (ニューヨーク州)                                                                           | 浜松市                                           | 2006年10月12日                                                 |
| ロサンゼルス                                                                                            | 名古屋市                                         | 1959年4月1日                                                   |
| ローズバーグ (オレゴン州)                                                                               | 久喜市                                           | 1993年10月18日 (以前は菖蒲町として)                            |
| ロナートパーク (カリフォルニア州)                                                                       | 橋本市                                           | 1983年11月7日                                                  |
| ロミタ (カリフォルニア州)                                                                               | 高石市                                           | 1981年10月29日                                                 |
| ローム (ジョージア州)                                                                                   | 熊本市                                           | 1995年5月29日                                                  |
| ローレンス (カンザス州)                                                                                 | 平塚市                                           | 1990年9月21日                                                  |
| ロングビーチ (カリフォルニア州)                                                                         | 四日市市                                         | 1963年10月7日                                                  |
| ロングビュー (ワシントン州)                                                                             | 和光市                                           | 1999年10月1日                                                  |
| ロングモント (コロラド州)                                                                               | 茅野市                                           | 1990年5月25日                                                  |
| ワイアンドット (ミシガン州)                                                                             | 小牧市                                           | 1963年                                                         |
| ワウパカ (ウィスコンシン州)                                                                             | 三豊市                                           | 1997年1月28日 (以前は仁尾町として)                             |
| ワナッチー (ワシントン州)                                                                               | 黒石市 三沢市                                    | 1966年4月1日 1981年10月4日                                     |
| ワージントン (オハイオ州)                                                                               | 狭山市                                           | 1999年11月1日                                                  |
| ワシントン州                                                                                            | 兵庫県                                           | 1963年10月22日                                                 |
| ワシントンコートハウス (オハイオ州)                                                                     | 志木市                                           |                                                                |
| ワトソンビル (カリフォルニア州)                                                                         | 川上村 (長野県)                                  | 1988年10月9日                                                  |
| ワラワラ (ワシントン州)                                                                                 | 丹波篠山市                                       | 1972年8月15日                                                  |